# 介輔

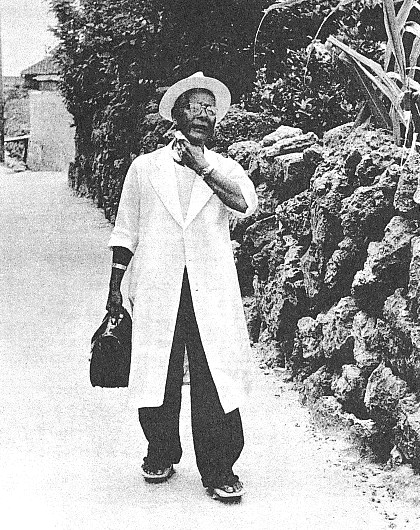
前往病人家中出診的介輔（於1960年左右攝影）

醫介輔是琉球列島美國民政府（美國佔領沖繩期間、包括奄美在內）時期所設立的一種醫療職位。
醫介輔的出現，是因為當時醫生不足，用以填補正式醫生的「代用醫師」，取得該資格的對象為擁有醫師助手或衛生兵（醫務兵）經驗的人。該制度於創立於1951年（昭和26年），當時共有126人取得資格，最後一名執業的醫介輔於2008年（平成20年）後停止了診療服務。

## 概要
在1945年（昭和20年）日本戰敗後，於冲绳剩下的醫生只有大東亞戰爭前的三分之一，總數不超過60人。戰敗後的日本由同盟國所佔領，期間傳染病與營養不良開始在冲绳蔓延。琉球列島美國民政府在無奈底下，於1951年（昭和26年）以擁有醫生助手或衛生兵經驗的人為對象，並為他們進行醫學研習會，最後共有126人從此成為醫介輔。
醫介輔英文名稱為「Medical Service Man」，並由美國民政府明文化，並以介輔（かいほ）為稱呼。
該制度的前身為美國海軍於沖繩戰結束後，將擁有舊日本軍衛生兵醫療經驗的人登錄為「醫師助手（Assistant Doctor）」及「齒科醫師助手（Assistant Dentist）」，並從事對該地域居民進行診察行為。該資格令有「只限一代」及「現地開業」的條件，並且附有一些如不能自由使用抗生素與麻醉藥（後來該制限解除），以及為病人進行手術等制限。

### 地域分布
1951年（昭和26年）正式登記的醫介輔分布如下
- 奄美群島（28人）
- 沖繩群島（74人）
- 宮古群島（4人）
- 八重山群島（19人）

### 奄美的醫介輔
奄美於1953年（昭和28年）復歸日本本土後，位於奄美的醫介輔的資格被取消。

### 沖繩的醫介輔
沖繩於1972年（昭和47年）歸還日本後，基於「沖繩復歸後伴隨的特別措施相關法律（沖縄の復帰に伴う特別措置に関する法律）」中的過程規定而得以續存。但是，介輔沒有世襲制度及資格考試，因而不會出現新資格者，亦由於高齡化令人數不斷減少。另一方面，1979年（昭和54年），於琉球大學開始設置醫學部，因此沖繩開始以日本的醫師法作為訓練醫生的依歸。
2008年（平成20年）10月6日，於沖繩縣宇流麻市平敷屋（へしきや）仍為病人進行診療的前醫師助手及最後一位醫介輔宮里善昌（みやざと ぜんしょう），因高齡並以聽覺衰退為理由退休，令介輔制度正式成為歷史。在2010年（平成22年）12月，讀賣電視以宮里以前的日記作為藍本﹐製作成電影劇集《被稱為假醫生～沖繩最後的醫介輔(ニセ医者と呼ばれて 〜沖縄・最後の医介輔〜)》播放，醫介輔的存在開始於日本本土為人們所認識。

## 依據法令
- 美國民政府布令第43號「醫師助手廢止」
- 美國民政府布令第42號「齒科医師助手廢止」
  - 沖繩群島介輔及齒科介輔營業府令（1951年沖繩群島政府府令第7號）
- 醫師法（1955年立法第74號）- 由琉球政府立法院所制定並立法，與日本國國會製定法律中的醫師法（昭和23年法律第201號）沒有關係。
- 齒科醫師法（1955年立法第75號）- 琉球政府立法所院制定及立法，與日本國國會制定的齒科醫師法（昭和23年法律第202号）沒有關係。
  - 介輔及齒科介輔規則（1958年規則第108號）
- 沖繩復歸後伴隨的特別措施相關法律（昭和46年法律第129號）

## 類似的資格
- 限地開業醫 - 作為日本於戰前負責初期地域醫療的從業者，其資格只限於離島等偏遠地方。
- 赤腳醫生 - 中國於1950年代以後，受過半年左右訓練及學習並負責農村的醫療。